# Бузиново
Бузиново (укр. Бузинове) — село в Ивановском районе Одесской области Украины.
Население по переписи 2001 года составляло 1077 человек. Почтовый индекс — 67204. Телефонный код — 4854. Занимает площадь 10,118 км². Код КОАТУУ — 5121881201.

## История
Местечко Тираспольского уезда Херсонской губернии, при р. Большой Куяльник, на частновладельческой земле. Имелись православная церковь, еврейская синагога. Первоначально заселено украинцами (в 1792), затем  молдаванами, армянами и другими пришельцами из-за р. Днестра.

## Известные уроженцы
- Логвиненко, Михаил Семёнович (1921—2002) — украинский и советский литературовед, публицист, журналист.

## Местный совет
67251, Одесская обл., Ивановский р-н, с. Бузиново, ул. Ленина, 109